# 우체국금융개발원
우체국금융개발원(郵遞局金融開發院, Postal Savings & Insurance Development Institute, PoSID)은 금융시장에 대한 연구, 조사, 우체국 예금 상품개발 및 우체국 보험의 상품개발, 교육, 심사 등의 업무를 효과적으로 지원함으로써 우체국예금보험사업의 향상과 발전에 기여하기 위하여 설립된 대한민국 과학기술정보통신부 산하 위탁집행형 준정부기관이다. 서울특별시 영등포구 선유동2로 6 (당산동4가)에 위치하고 있다.

## 주요 업무
- 국내외 금융시장에 대한 조사·연구
- 우체국 금융 신서비스 도입 및 마케팅 방안 연구
- 우체국 예금,보험 자료발간 및 세미나 개최
- 우체국보험 관련 교육 및 우체국금융 고객관리·마케팅 지원
- 우체국금융 상품개발
- 해외투자 현지실사, 해외운용사 아웃소싱 지원 및 그 부대사업
- 우체국보험 청약·지급심사 및 사고조사
- 우체국금융고객센터 운영
- 우체국보험적립금 재산의 수탁관리사업

## 연혁
- 1966년 4월 재단법인 체신저축장려회 설립
- 1976년 12월 재단법인 체신장려회로 명칭변경
- 1994년 5월 재단법인 체신금융진흥회로 명칭변경
- 2000년 6월 재단법인 우체국예금보험지원단으로 명칭변경
- 2007년 4월 ‘공공기관운영에 관한 법률’에 의한 준정부기관 지정
- 2012년 4월 재단법인 우체국금융개발원으로 명칭변경

## 조직

### 우체국금융개발원장
- 이사회
- 비상임감사
- 감사실

#### 금융기획처
- 경영전략실
- 예금기획실
- 금융정보화실
- 뉴욕사무소

#### 개발지원처
- 보험기획실
- 보험상품실
- 보험고객실

#### 보험사업처
- 청약심사실
- 지급심사실
- 보험조사실
- 보험윤리지원실

## 지사
- 광주지사: 광주광역시 서구 상무중앙로 110 (치평동 1213) 우체국보험광주회관 12층
- 대구지사: 대구광역시 남구 중앙대로 200 (대명동 2010-1) 우체국보험대구회관 11층
- 부산지사: 부산광역시 중구 중앙대로 63 (중앙동3가 1번지) 우체국보험부산회관 11층

## 같이 보기
- 별정우체국연금관리단
- 우체국물류지원단
- 우체국시설관리단
- 한국우편사업진흥원
- 우정경영연구소